# Лещик, Наталия Валерьевна
Ната́лия Вале́рьевна Ле́щик (бел. Наталія Валер'еўна Лешчык; род. 25 июля 1995 года, Минск, Республика Беларусь) — белорусская гимнастка, серебряный призёр Олимпийских игр 2012 года в групповом многоборье, многократный призёр чемпионатов Европы и этапов Кубка мира по художественной гимнастике. Заслуженный мастер спорта Республики Беларусь (2012).

## Биография
Родилась 25 июля 1995 года в Минске. Начала заниматься художественной гимнастикой в 5 лет.
После окончания карьеры гимнастки стала работать спортивным психологом. Является психологом сборной команды Беларуси по стрельбе из лука.